# Evergreen Marine
Evergreen Marine Corporation ( кит.  ( LSE: EGMD   TWSE   ) — тайваньская компания по транспортировке и перевозке контейнеров с главным офисом в районе Лучжу, город Таоюань, Тайвань.
Основными направлениями перевозок являются Дальний Восток, Северная Америка, Центральная Америка и Карибский бассейн, Северная Европа, Восточное Средиземноморье, перевозки из портов Азии на Ближний Восток.
Имея более 150 контейнерных судов, компания входит в конгломерат транспортных фирм и связанных с ними компаний Evergreen Group.

## Обзор
Evergreen использует 240 портов во всем мире примерно в 80 странах и является пятой по величине компанией такого типа. Деятельность компании включает: судоходство, строительство контейнеров и судов, управление портами, а также инжиниринг и развитие недвижимости. Дочерние компании и подразделения включают Uniglory Marine Corp. (Тайвань), Evergreen UK Ltd. (Великобритания) и судоходную компанию Italia Marittima Sp А. (Италия).
В 2007 году Hatsu, Italia Maritima и Evergreen были объединены в "Evergreen Line".
Большинство контейнеров для транспортировки Evergreen окрашены в зеленый цвет с надписью "Evergreen", расположенным сбоку белыми буквами. Контейнеры Uniglory так же окрашены и маркированы, но эти контейнеры ярко-оранжевые. Холодильные контейнеры Evergreen "Reefer" имеют обратную цветовую гамму (белые контейнеры с зелеными буквами).

## История

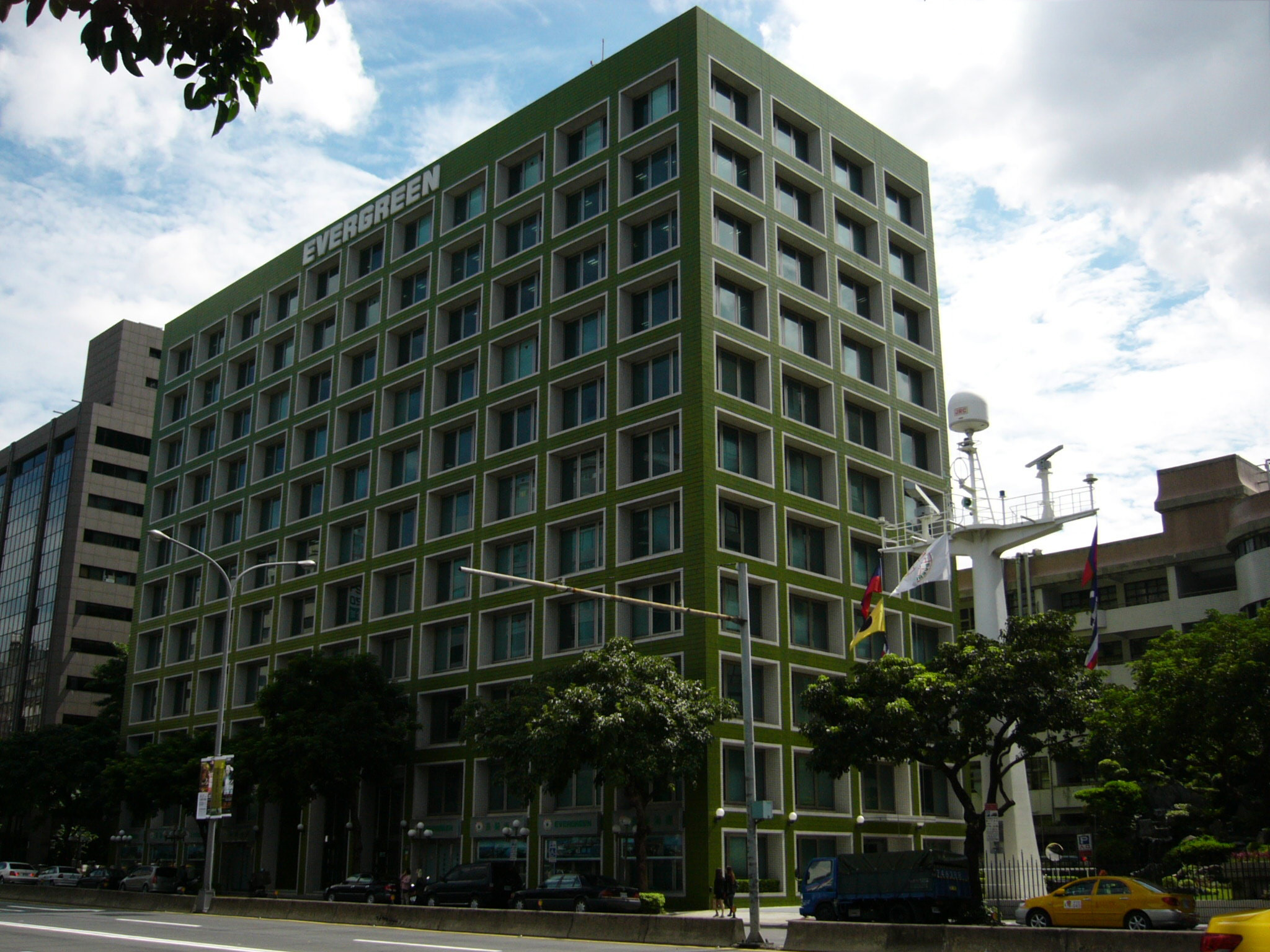
Штаб-квартира Evergreen Marine Тайбэй, Тайвань.

Компания была основана 1 сентября 1968 Юнг-Фа Чангом. Услуги начались с одного грузового судна под названием Central Trust, которое оказывало услугу «куда угодно». Второе судно было добавлено в 1969 году и использовалось на Ближнем Востоке. До 70-х годов были приобретены дополнительные суда, а также добавлены маршруты в Восточной Азии и Центральной Америке. Работа в США началась в 1974 году с образованием Evergreen Marine Corporation (Нью-Йорк) Ltd.
В 1981 году материнская компания сменила название на Evergreen International SA (EIS), поскольку увеличила своё глобальное присутствие. Evergreen Marine начала всемирное судоходство в 1984 году. Эта услуга стала двунаправленной, включая маршруты как на запад, так и на восток.
С тех пор Evergreen Marine расширилась, включив другие судоходные компании, такие как Uniglory Marine Corp. (Тайвань) в 1984 году, компания Hatsu Marine Ltd. (Великобритания) в 2002 году, итальянская судоходная компания Italia Marittima. В 1993 году Uniglory была создана подразделением компании в 1999 году. Evergreen Marine также стала партнером EVA Airways, основанной в 1989 году, и Uni Air, основанной в 1998 году.
В 2002 году Evergreen Marine эксплуатировала 61 контейнеровоз, общая численность флота составляла 130 судов. К 2008 году Evergreen Marine эксплуатировала 178 контейнерных судов. В 2009 году компания объявила о планах построить 100 дополнительных судов, ожидая восстановления мировой экономики до 2012 года.
23 марта 2021 судно Evergreen Ever Given застряло в Суэцком канале, что привело к значительным препятствиям для морского судоходства во всем мире.

## Флот
Evergreen Marine (включая Uniglory, Lloyd Triestino & Hatsu) эксплуатировала 153 контейнеровоза с 439,538 двадцатифутовыми эквивалентными единицами (TEU) к 1 мая 2005. Всего в 2008 году Evergreen Marine эксплуатировала 178 контейнеровозов.

### Сервисная сеть
Мировая сеть услуг Evergreen Marine действует через следующие агентства:
- Evergreen Marine Corp. (Taiwan) Ltd.
- Evergreen Korea Corp.
- Evergreen Marine Corp. (Malaysia) Sdn Bhd.
- Evergreen Shipping(Singapore) Pte Ltd.
- Evergreen Shipping Agency (Thailand) Co. Ltd.
- P.T. Evergreen Shipping Agency Indonesia ee'
- Evergreen Vietnam Corp.
- Evergreen Japan Corp.
- Evergreen Marine (Hong Kong) Ltd.
- Evergreen Philippines Corp.
- Evergreen India Private Ltd.
- Evergreen International S.A. / Unigreen Marine S.A.
- Evergreen Shipping Agency (America) Corp.
- Evergreen Shipping Agency (Russia) Ltd.
- Evergreen Marine Australia Pty Ltd.
- Evergreen Shipping Spain
- Evergreen France S.A.
- Evergreen Shipping Agency (Netherlands) B.V.
- Evergreen Deutschland GmbH
- Evergreen Shipping Agency (Poland) Sp. Z o.o.
- Evergreen Gesellschaft M.B.H.
- Evergreen Marine (UK) Ltd.
- Evergreen Agency (Ireland) Ltd.
- Evergreen Shipping Agency (Italy) S.p.A.
- Green Andes (Chile)
- Global Shipping Agencies (Colombia)
- Baridhi Shipping Lines Ltd (Bangladesh)